# Formicarius
Formicarius, skriven 1435–1437 av den dominikanske teologen Johannes Nider under konsiliet i Basel (ett västkyrkligt så kallat ekumeniskt konsilium) och först tryckt år 1475, är den andra bok som någonsin tryckts för att diskutera trolldom. Nider behandlar specifikt trolldom i femte delen av boken.
Till skillnad från sina efterträdare, betonar han inte tanken på häxsabbaten och var skeptisk till påståendet att häxorna kunde flyga på natten. Formicarius är ett viktigt arbete, eftersom det visar på det tidiga 1400-talets rättegångar och att tortyr av människor som påstods vara häxor var något som pågick.
I Niders Formicarius beskrivs häxan som obildad och oftast kvinna. Dessförinnan hade häxor beskrivits som bildade män. Han kom att peka på vad han ansåg vara kvinnors sämre fysiska, mentala och moraliska kapacitet och att det var detta som gjorde dem onda.
Boken har fem kapitel, vart och ett av de fem kapitlen föregås av en egenskap hos myrorna. Boken är en inkunabel.